# Raveniola redikorzevi
Raveniola redikorzevi là một loài nhện trong họ Nemesiidae.
Raveniola redikorzevi được miêu tả năm 1937 bởi Spassky.